# Jessie Tuggle
Jessie Lloyd Tuggle, Jr. (* 4. April 1965 in Griffin, Georgia) ist ein ehemaliger US-amerikanischer American-Football-Spieler. Er spielte seine gesamte Karriere bei den Atlanta Falcons in der National Football League (NFL) auf der Position des Linebackers.

## NFL
Tuggle wurde als undrafted Free Agent nach dem NFL Draft 1987 von den Atlanta Falcons unter Vertrag genommen. Hier blieb er auch bis zu seinem Karriereende nach der Saison 2000. Insgesamt erzielte er in diesen 14 Saison für die Falcons 1.640 Tackles, 21 Sacks und sechs Interceptions. Außerdem hielt er bis 2009 den NFL-Rekord für die meisten Touchdowns nach gefumbleten Bällen (5). Des Weiteren hält er den Rekord zwischen der Saison 1990 und 1999 mit 1.293 die meisten Tackles erzielt zu haben.

## Persönliches
Jessie Tuggles ältester Sohn Justin Tuggle steht derzeit (2016) bei den Cleveland Browns in der NFL unter Vertrag und spielt ebenfalls auf der Position des Linebackers. Sein anderer Sohn, Grady Jarrett, spielte American Football auf der Position des Defensive Tackles im gleichen Team wie ehemals sein Vater, den Atlanta Falcons. 2007 wurde er in die College Football Hall of Fame aufgenommen.